# 大熊座III
大熊座III（Ursa Major III）是銀河系的一個矮衛星星系，是迄今為止發現的最小、最微弱的星系。加法夏望遠鏡和泛星計劃（夏威夷的兩個天文台）合作進行的深廣視野紫外近紅外光學北方巡天（Ultraviolet Near Infrared Optical Northern Survey）首次發現該星系，附加數據由凱克天文台的深成像提供多目標攝譜儀（DEIMOS），解析度為6400萬像素。
2023年11月，天文學家正式宣布發現大熊座III，並於2024年1月在《天體物理學雜誌》上發表了一篇論文。
它距離太陽約32,600光年，直徑僅19.6光年，被認為只包含約60顆恆星。它的絕對星等僅為+2.2等，這使它成為迄今為止最黯淡的銀河系的衛星星系，只有牛郎星那麼亮。絕對星等對應於16M☉的恆星質量。
大熊座 III的質光比預計約為6,500。 然而，隨著一顆疑似銀河系的恆星被移除，這個數字就只剩下1,900。這個非常高的值表明星系存在巨大的暗物質暈，顯示大熊座III確實是一個真正的矮星系，儘管其恆星質量極低。由於大熊座 III的總光度約為11.4 L☉，因此其總質量可能僅為74,000 M☉ 左右，為已知質量最小的星系之一。